# Verfassungsgrundsätzegesetz
Das Verfassungsgrundsätzegesetz (Gesetz zur Änderung und Ergänzung der Verfassung der Deutschen Demokratischen Republik) war ein Zusatzgesetz vom 17. Juni 1990 zur Verfassung der Deutschen Demokratischen Republik. Es blieb bis zur deutschen Wiedervereinigung am 3. Oktober 1990 in Kraft.
Als sich nach den ersten freien Volkskammerwahlen vom 18. März 1990 immer stärker abzeichnete, dass die Volkskammer den Beitritt der DDR zum Geltungsbereich des Grundgesetzes der Bundesrepublik Deutschland beschließen würde, erließ sie am 17. Juni 1990, dem Jahrestag des Volksaufstandes von 1953, neue Verfassungsgrundsätze, die bestimmte freiheitliche und demokratische Prinzipien gegenüber dem DDR-Verfassungstext für vorrangig erklärten. Damit war das Verfassungsgrundsätzegesetz die eigentliche Verfassungsurkunde für die Wende und friedliche Revolution in der DDR.

## Inhalt
Für eine Übergangszeit wurde „in der Erwartung einer baldigen Herstellung der staatlichen Einheit Deutschlands“ die Verfassung der Deutschen Demokratischen Republik um folgende Verfassungsgrundsätze ergänzt:
- Freiheitliche Grundordnung: die DDR als freiheitlicher, demokratischer, föderativer, sozialer und ökologisch orientierter Rechtsstaat. Bestimmungen in Rechtsvorschriften, die den einzelnen oder Organe der staatlichen Gewalt auf die sozialistische Staats- und Rechtsordnung verpflichteten, auf das Prinzip des demokratischen Zentralismus usw. werden aufgehoben.
- Gewährleistung von Privateigentum
- Wirtschaftliche Handlungsfreiheit
- Freie Gewerkschaften
- Unabhängige Rechtsprechung
- Schutz der Umwelt
- Schutz der Arbeit

Zudem enthielt das Verfassungsgrundsätzegesetz die Ermächtigung, dass die Deutsche Demokratische Republik durch Verfassungsgesetz Hoheitsrechte auf zwischenstaatliche Einrichtungen und Einrichtungen der Bundesrepublik übertragen oder in die Beschränkung von Hoheitsrechten einwilligen konnte.